# Samarka, Bârzula
Samarka (în ucraineană Самарка) este un sat în comuna Ocna din raionul Bârzula, regiunea Odesa, Ucraina.

## Demografie
Componența lingvistică a localității Samarka
     Ucraineană (78,85%)
     Română (21,15%)
Conform recensământului din 2001, majoritatea populației localității Samarka era vorbitoare de ucraineană (78,85%), existând în minoritate și vorbitori de română (21,15%).

## Vezi și
- Românii de la est de Nistru